# 劉厚生
劉厚生（1921年1月—2019年5月14日），男，原籍江蘇鎮江，生於北京，中國導演、戲劇評論家、文藝理論家，曾任中国戏剧家协会副主席。

## 生平
1931年，去上海生活。1937年，入讀南京國立戲劇專科學校第三屆導演學系，1938年10月加入中國共產黨。
1940年代開始，發表劇本、戲劇評論、戲劇理論研究、散文等，約500篇，見於報紙、期刊。

## 职务
- 《人民戲劇》主編
- 中国戏剧家协会秘書長、書記處書記
- 中国戏剧家协会副主席
- 中國戲曲學會副會長
- 《中國戲曲志》編委會，副主任

## 著作
- 1996年，《劉厚生戲曲長短文》，約37萬字，由中國戲劇出版社出版